# Taurocerastes patagonicus
Taurocerastes patagonicus là một loài bọ cánh cứng trong họ Geotrupidae. Loài này được Philippi miêu tả khoa học năm 1866.